# Dock Mill Dublin
Die Dock Mill (Denkmalnummer: 488) ist ein denkmalgeschütztes Gebäude in Dublin. Es wurde in den 1870er Jahren erbaut und befindet sich in der Barrow Street 38-40 in den Dublin Docklands. Das ursprünglich zur Getreideherstellung genutzte Gebäude wird heute als Bürogebäude genutzt.

## Revitalisierung
Das vierstöckige Lagerhaus wurde im viktorianischen Stil gebaut. Der rote Backsteinbau wurde 2013 vom Bauunternehmer Chris Jones für 1,3 Millionen Euro von Bauunternehmer Bernard McNamara gekauft. Jones investierte circa 1,4 Millionen Euro in den Umbau des Lagerhauses in ein Bürogebäude. Die Umbauarbeiten erstreckten sich von Fußbodenheizungen in allen Räumen, über VRF-Klimaanlagen, Unterbodenleitungen, Duschen und Aufzügen, bis hin zu innenliegenden Treppenhäuser. Im Jahr 2015 kaufte Google, um seine Präsenz in der Barrow Street weiter auszubauen, das „Dock-Mill“-Lagerhaus für 13 Millionen Euro und wird es voraussichtlich als eigenes Bürogebäude nutzen.